# Catoptria inouella
Catoptria inouella là một loài bướm đêm trong họ Crambidae.